# Themes from the songbook
Themes from the songbook is een muziekalbum met muziek van Gia Kantsjeli. Kantsjeli publiceerde in 2009 een boekwerk via ECM Records onder de titel Simple music for piano. Het boekwerk bevatte een aantal manuscripten van zijn muziek al dan niet gebruikt in de door hem geschreven filmmuziek, die hem van inkomsten voorzag in de jaren dat het “ongewenste” componist was in Georgië. Hij schreef daarin dat hij niet kon voorkomen dat stukjes van die muziek opdoken in zijn serieuze composities, zoals zijn symfonieën. Anderzijds werd zijn filmmuziek deels geïnspireerd door die serieuze muziek. 
Tegelijkertijd rees de 75e verjaardag van de componist aan de horizon. Manfred Eicher, die het boek kreeg overhandigd door Sandra Kantsjeli (zijn zoon), zag samen met Sandra wel wat in een (gedeeltelijke) uitvoering van die werkjes. Niet zoals ze bedoeld waren, maar gespeeld door Dino Saluzzi, een Argentijnse bandoneonbespeler. Tegelijkertijd wilden maestro Gidon Kremer (behorend tot de ECM-stal) en zijn vaste begeleider Andrei Poesjkarov uit Kremerata Baltica een muzikale hulde brengen aan de componist. Alles kwam bij elkaar (behalve de drie heren) en zo werd een deel van het album opgenomen in de Rainbow Studio in Oslo met geluidstechnicus Jan Erik Kongshaug en een deel in de Omroepstudio te Riga, thuisbasis van Kremer. Bestanden werden heen en weer gezonden en aangevuld.
De zeer melancholieke muziek van Kantsjeli past goed bij hetzelfde karakter van de bandoneon, je hoort op het album niet dat de muziek oorspronkelijk voor andere muziekinstrumenten is geschreven.    

## Musici
- Dino Saluzzi – bandoneon
- Gidon Kremer – viool
- Andrei Poesjkarov – vibrafoon

## Muziek
| Nr. | Titel                                                              | Duur |
| --- | ------------------------------------------------------------------ | ---- |
| 1.  | Herio Bichebo (film: Earth, this is your son/Revaz Chkheidze/1980) | 3:43 |
| 2.  | Thema uit Bear’s kiss (Sergej Bodrov/2002)                         | 3:26 |
| 3.  | Thema uit The crucible (Arthur Miller/Robert Sturua/1965)          | 3:19 |
| 4.  | Thema uit As you like it (William Shakespeare/Sturua/1978)         | 5:54 |
| 5.  | Thema uit Don Quixote, variatie 1 (Chkheidze/1988)                 | 2:31 |
| 6.  | Thema uit Hamlet, variatie 1 (Shakespearre/Sturua/1992)            | 1:22 |
| 7.  | Thema uit King Lear (Shakespeare/Sturua/1989)                      | 1:58 |
| 8.  | Thema uit Don Quixote, variatie 2 (Chkcheize/1988)                 | 1:54 |
| 9.  | Thema uit Kin-Dza-Dza (Georgi Danelia/Revaz Gabriadze/1986)        | 2:37 |
| 10. | Thema uit The role for a beginner (Tamaz Chiladze/Sturua/1979)     | 2:27 |
| 11. | Thema uit Twelfth night (Shakespeare/Sturua/2001)                  | 1:56 |
| 12. | Thema uit Cinema (Liana Eliava)                                    | 1:36 |
| 13. | Thema uit Hamlet, variatie 2 (Shakespeare/Sturua/1992)             | 1:35 |
| 14. | Thema uit Richard III (Shakespeare/Sturua 1979)                    | 2:13 |
| 15. | Theme uit Mimio (Danelia/Gabriadze/1977)                           | 2:49 |
| 16. | Thema uit Don Quixote, variatie 3 (Chkheize/1988)                  | 1:45 |
| 17. | Thema uit When almonds blossomed (Lana Gogoberidze/1972)           | 5:53 |
| 18. | Wals uit The eccentics (Edgar Shengelaia/Gabriadze/1973)           | 3:07 |
| 19. | Thema van Hamlet, variatie 3 (Shakespeare/Sturua/1992)             | 4:15 |
| 20. | Herio Bichebo uit Earth, this is your son (Chkheidze)              | 5:19 |

De laatste track is een gezongen versie van de eerste track. De uitvoerenden zijn daarbij Jandung Kakhidze (zang en dirigent) en het Tbilisi Symfonie Orkest.